# KSK Noteć Inowrocław
Kujawskie Stowarzyszenie Koszykówki Noteć Inowrocław – klub koszykarski z siedzibą w Inowrocławiu. Aktualnie (sezon 2024/2025) występuje w I lidze w koszykówce mężczyzn

## Historia
Kujawskie Stowarzyszenie Koszykówki powstało w 2012 roku. W sezonie 2012/2013, pod nazwą KSK Noteć Inowrocław, klub przystąpił do rozgrywek drugiej ligi, przejmując w niej miejsce Sportino Inowrocław. W sezonie 2016/2017 do III ligi zostaje zgłoszony także zespół rezerw.
Po dwóch sezonach gry w II lidze, 10 kwietnia 2015 roku koszykarze Noteci awansowali do pierwszej ligi. W sezonie 2016/2017 po przegranej fazie play-out z Zetkamą Doral Nysa Kłodzko inowrocławianie spadli o klasę niżej, jednak dzięki skorzystaniu z możliwości wykupu tzw. dzikiej karty KSK Noteć na sezon 2017/2018 pozostała w pierwszej lidze.
W sezonie 2023/2024 wywalczyli awans do I ligi.

## Sukcesy
- Awans do pierwszej ligi - 2015, 2024.

## Hala
Hala widowiskowo-sportowa w Inowrocławiu
Pojemność: 2712 miejsc

## Obecny skład
Kadra drużyny KSK Noteć Inowrocław (sezon 2023/24):
| Nr | Poz.          | Nar.   | Nazwisko i imię      | Data urodzenia | Wzrost | Masa ciała |
| -- | ------------- | ------ | -------------------- | -------------- | ------ | ---------- |
| 0  | {{{pozycja}}} | Polska | Karpik, Cezary       | 2000-10-07     | 186 cm |            |
| 3  | {{{pozycja}}} | Polska | Samolak, Michał      | 2002-11-20     | 183 cm |            |
| 5  | {{{pozycja}}} | Polska | Robak, Piotr         | 1991-06-27     | 194 cm |            |
| 7  |               | Polska | Gawarecki, Antoni    | 2006-07-05     | 180 cm |            |
| 11 |               | Polska | Dłoniak, Jakub       | 1983-10-29     | 194 cm |            |
| 13 |               | Polska | Marciniak, Mateusz   | 1990-04-27     | 190 cm |            |
| 14 |               | Polska | Grod, Mikołaj        | 1989-10-07     | 194 cm |            |
| 21 | {{{pozycja}}} | Polska | Filipiak, Aleksander | 1990-11-21     | 185 cm |            |
| 17 | {{{pozycja}}} | Polska | Stawiak, Mateusz     | 1996-01-21     | 203 cm |            |
| 24 | {{{pozycja}}} | Polska | Szczepański, Olivier | 2004-03-06     | 201 cm |            |
| 25 | {{{pozycja}}} | Polska | Marcinkowski, Maciej | 1999-01-14     | 194 cm |            |
| 33 | {{{pozycja}}} | Polska | Stańczuk, Mateusz    | 2003-03-11     | 194 cm |            |
| 34 | {{{pozycja}}} | Polska | Harris, Darrell      | 1984-05-25     | 208 cm |            |
| 99 | {{{pozycja}}} | Polska | Fajfer, Jan          | 2007-04-22     | 193 cm |            |

Trener:  Hubert Mazur
 Asystenci: Przemysław Szmelter

## Trenerzy
- Dariusz Sikora (2012-2014)
- Jakub Matuszak (2014-2015)
- Łukasz Żytko (2015-2016)
- Miloš Šporar (2016-2017)
- Marcin Grocki (2017-2018)
- Wojciech Żurawski (2018-2019)
- Piotr Wiśniewski (2019-2022)
- Hubert Mazur (2022-2024)
- Przemysław Łuszczewski (od 2024)